# Fletcher
Fletcher je priimek več znanih oseb:
- Andrew Fletcher (1655—1716), škotski politik
- Andrew John Fletcher (1961—2022), angleški pop glasbenik
- Darren Fletcher (*1984), škotski nogometaš
- Christian Fletcher (1764—1790), angleški poročnik, vodja upora na ladji Bounty
- Cyril Fletcher (1913—2005), angleški pisatelj
- Giles Fletcher (starejši) (~1548—1611), angleški diplomat in pisatelj
- Giles Fletcher (mlajši) (~1588—1623), angleški pesnik
- John Fletcher (1579—1625), angleški dramatik in pesnik
- John Gould Fletcher (1886—1950), ameriški pisatelj
- Ken Fletcher (1940—2006), avstralski teniški igralec
- Louise Fletcher (1934—2022), ameriška igralka
- Lucille Fletcher (1912—2000), ameriška pisateljica
- Phinaes Fletcher (1582—1650), angleški pesnik